# Hemeroplanis geometralis
Hemeroplanis geometralis är en fjärilsart som beskrevs av Augustus Radcliffe Grote 1872. Hemeroplanis geometralis ingår i släktet Hemeroplanis och familjen nattflyn. Inga underarter finns listade i Catalogue of Life.